# سامانه تهویه طبیعی

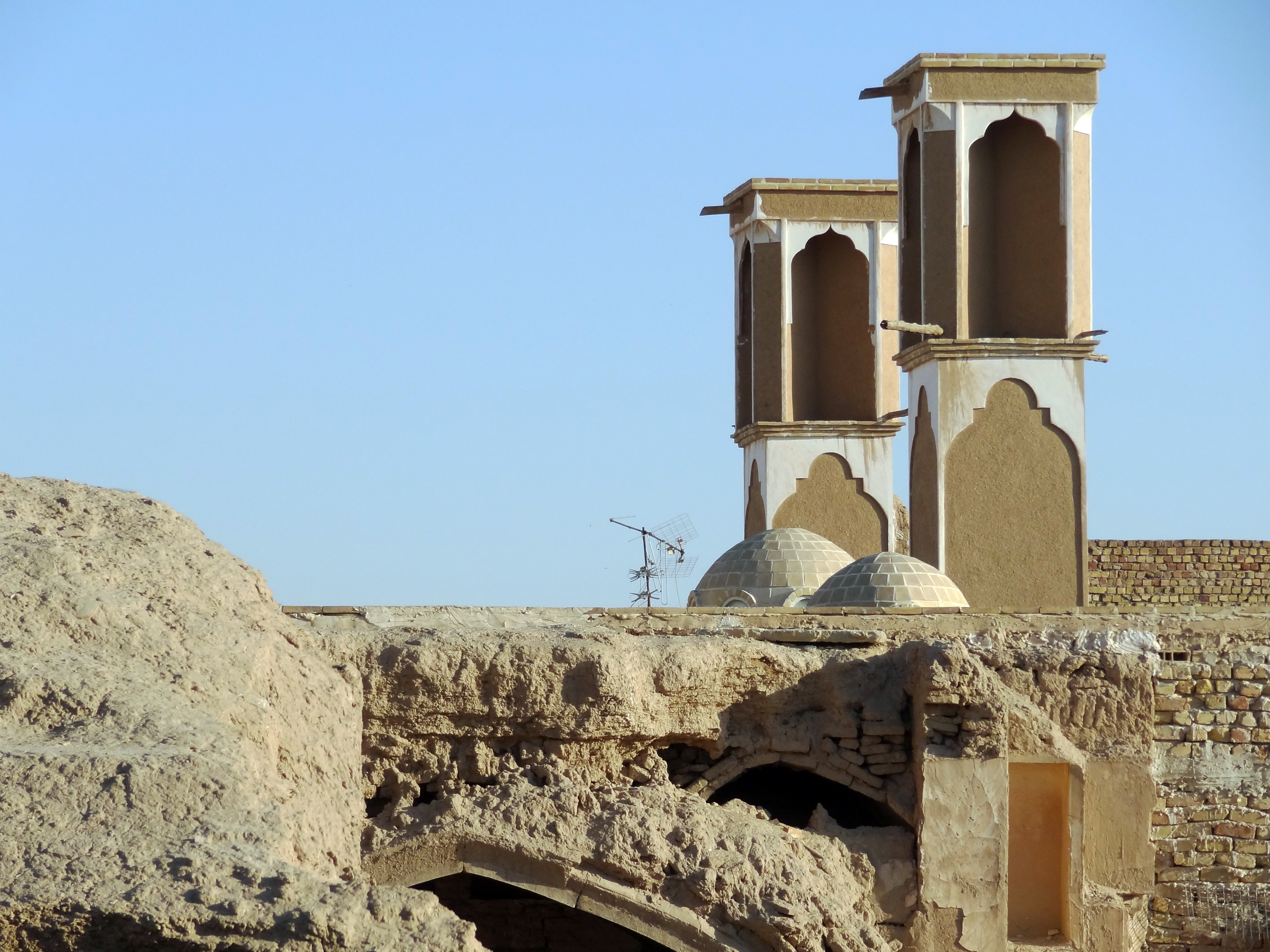
بادگیرهای تاریخی شهر کاشان که به عنوان یک سامانه تهویه طبیعی در خانه های ایران قدیم استفاده میشد.

سامانه تهویه طبیعی بر مبنای جریان باد و حرارت به عنوان نیروهای محرکه می‌باشد و یک پدیده یا اختراع جدید نمی‌باشد. به‌کارگیری نیروی طبیعی به منظور تهویه به مدت هزاران سال برای انسان‌ها و جانوران از جمله موارد در دسترس برای ایجاد شرایط زیستی مناسب بوده‌است. به‌کارگیری محرکه مکانیکی مثل فن‌ها برای انجام تهویه طبیعی هوا در طول کانال‌های هواکش، در طی قرن بیستم محقق گشت. سامانه تهویه مکانیکی هوا یک جریان هوای ثابت را ارائه داد، بدین ترتیب امکاناتی برای پاکسازی هوا (مانند تهویه مطبوع) و بازیابی حرارتی نیز فراهم آمد. اما با وجود مزایای سامانه تهویه مکانیکی، سامانه تهویه طبیعی رشد خیلی خوبی داشته‌است که حتی می‌توان آن را یک دوره تجدد در اواخر دهه ۱۹۹۰ نامید. در این میان به خصوص مهندسان معمار علاقه‌مند به به‌کارگیری سامانه تهویه طبیعی با به‌کارگیری قدرت محرکه هوا در داخل ساختمان بودند. آن‌ها به‌کارگیری سامانه تهویه طبیعی را در ساختمان‌ها رواج داده و توجه بیشتری را به این زمینه جلب کردند. البته پیش زمینه‌ها و انگیزه‌ها برای این توجه گوناگون بود. سامانه‌های تهویه مکانیکی، به سامانه‌های پیچیده با شمار بسیاری از اجزایی که نیازمند فضا و مصرف انرژی بودند توسعه یافتند. به عنوان یک پیامد، استفاده یکپارچه از این سامانه‌ها در ساختمان‌ها، چالش‌برانگیز و نیازمند مهارت بود. در این مورد، برآورده‌سازی و ایجاد تعادل در هر دو مورد کیفیت معماری و تنفس خوب، به عنوان عملکردهای سامانه تهویه، از نتایج مهم کار است. یک سامانه مکانیکی تهویه، دارای عمر خدمت کوتاهی نسبت به ساختار ساختمان می‌باشد. از طرفی بازسازی یا نوسازی سامانه تهویه مکانیکی به دلیل وجود داکت‌هایی که با سازه ساختمان درگیر هستند، مدت عمر ساختمان را کاهش می‌دهد. در نتیجه سامانه تهویه مکانیکی بخش بزرگی از هزینه‌های ساختمان را شامل می‌شود. در حقیقت بسیاری از سامانه‌های تهویه مکانیکی هوای مطلوب مورد نظر را ایجاد نمی‌کنند که این موضوع در تحقیقات، به نام سندروم ساختمان بیمار معروف شده‌است، که باعث کم شدن اعتقاد به سامانه‌های مکانیکی، به عنوان راه حل نهایی، شده‌است. سامانه‌های تهویه مکانیکی صدای بسیاری تولید می‌کنند (هم در داخل و هم خارج از ساختمان) و اغلب تمیز کردن، تعمیر و نگهداری آن‌ها سخت می‌باشد. در مجموع، همه این موارد و نیز افزایش آگاهی پیرامون پیامدهای محیطی مصرف بیشتر انرژی و منابع، به تمرکز بیشتر بر ساختمان‌های با مصرف پایین انرژی منجر شده‌است.
به‌کارگیری تهویه طبیعی، ممکن است نوسانات درجه حرارت در داخل خانه و کیفیت هوا تحت تأثیر قرار گیرد، همچنین دستیابی به بازیابی انرژی حرارت، سخت می‌باشد. گرچه با پیشرفت در فناوری رایانه‌ای، کنترل مناسب و پیش‌بینی جریان هوا در سامانه تهویه طبیعی ممکن شده‌است. به‌علاوه با ترکیب سامانه تهویه مکانیکی و طبیعی، که سامانه‌های تهویه هیبرید یا سامانه‌های تهویه ترکیبی خوانده می‌شود، سعی در استفاده مفید از امکانات و حذف موانع هر دو سامانه را دارند.

## تاریخچه

### پیشرفت‌های تاریخی
نوع بشر در طول تاریخ به منظور سازگاری با شرایط مختلف محیطی، تکامل یافته و توانایی خود را افزایش داده‌است. ما به مناطق متفاوت آب و هوایی نقل مکان کرده‌ایم و با چرخه‌های متغیر روزانه و فصلی زندگی کرده‌ایم (اشاره به کوچ نشینی). ساختمان محافظ بشر در برابر اقلیم‌های متفاوت طبیعی بوده‌است. خانه‌های ابتدایی برای زندگی، در مرکز جایی برای آتش داشت، با گذشت زمان، تکنیک‌های کنترل و تنظیم هوای داخل خانه پیشرفت کرد و پیچیده شد. برای تأمین حرارت مناسب محیط و کیفیت هوای داخل خانه در قرن ۲۰ به‌کارگیری تهویه‌های مکانیکی و فناوری ایرکاندیشن افزایش یافت. این تکنیک‌ها به سامانه پیچیده ای تبدیل شدند که لزوماً قادر به ایجاد هوای مناسب در داخل خانه نبودند. به دلیل این مغایرت، دوباره تأکید بر موارد کوچک‌تر، قوی تر وبا مصرف انرژی کمتر قرار گرفت. مکانیزم تکامل تئوری سنتی چنین بود که با گامی به عقب، فرم‌های با قابلیت‌های بیشتر را پیدا کند و در انتها راه جدیدی در مسیر تکامل تازه‌ای بیابد.

## حفاظت حرارتی در معماری
ساختمان‌هایی با تهویه مکانیکی یا طبیعی برای برآوردن نیازهای بشر طراحی و ساخته شده‌اند. یک نیاز مهم این است که کیفیت هوای درونی باید برای اغلب افراد قابل قبول بوده و تأثیرات مضری برای سلامتی نداشته باشد. مورد مهم دیگر، برآورده شدن نیازهای حرارتی می‌باشد. شرایط حرارتی مناسب یک مورد کاملاً شخصی و از نظر کیفی بسته به تجربه شخص است در نتیجه به عنوان یک عامل فردی محسوب می‌شود. این مهم است که ساختمان در خدمت افراد باشد ونه برعکس، به عبارت دیگر ساختمان باید خدمتکار باشد نه رئیس.
با کشف اثرات تهویه هوا بود که همه عناصر کنترل حرارت برای نخستین بار در دسترس بودند، یکبار دیگر فناوری توسعه یافت ومردم در مورد حرارت محیطی مطلوب کنجکاو شدند. بخش بزرگی از تحقیقات در بارهٔ تأثیرات دما بر بدن انسان و مشخص کردن (محدوده آسایش)یا محدوده خنثی حرارتی صورت گرفت، جایی که فعالیت اشخاص بیشترین کیفیت را داشته باشد. به رغم حساسیت و درک موضوع، تجربه نشان می‌دهد که محدوده آسایش با توجه به جایی که شما هستید تغییرات قابل توجهی دارد. محدوده آسایش همچنین نسبت به هر فرد متغیر می‌باشد و با فاکتورهایی مثل سن و جنسیت وخو گرفتن با آب وهوای جدید، در ارتباط می‌باشد. با وجود این متغیرها، سعی بسیاری برای (ارائه) نظریه آسایش حرارتی وجود دارد

## به‌کارگیری سامانه تهویه طبیعی در چارچوب معماری
فشار محرکحاصل از باد و رانش حرارتی، که پیش‌تر اشاره شد، در مقایسه با آن چیزی که فن‌ها در سامانه‌های تهویه مکانیکی تولید می‌کنند کم است. این مسئله پیامدهایی برای طراحی معماری درونی و بیرونی از تهویه طببیعی ساختمان دارد، چنان‌که ساختار ساختمان با به‌کارگیری فرم خود و با بهره‌گیری از نیروهای محرک طبیعی، هوا را به فضای درونی و به خارج از آن هدایت می‌کند در قسمت بیرونی (ساختمان) این مکان وجود دارد که راهی در بدنه ساختمان جهت مهار ساختن نیروهای محرک جهت هدایت هوا به داخل و خارج ساختمان به وجود آورد. این امر در شکل‌گیری حجم ساختمان تأثیرگذار است، این تأثیر در ظاهر حجم‌ها و چرخش ساختمان نسبت به جهت باد غالب و خورشید قابل مشاهده است. تهویه طبیعی ساختمان باید از بیشترین امکانات سایت استفاده کند. این سخن برای آگاهی طراحان از میزان اهمیت درک شرایط و پتانسیل درونی سایت می‌باشد؛ که ممکن است منجر به سازگاری بیشتر ساختمان با سایت شود. در مقابل ساختار تهویه مکانیکی نیازمند هیچ سازگاری با سایت و شرایط آب و هوایی نمی‌باشد و این امر می‌تواند به وسیله تهویه مکانیکی و سامانه‌های تهویه مطبوع جبران گردد.
در قسمت درونی (ساختمان) این امکان وجود دارد که راهی برای سازماندهی و شکل‌دهی و کم کردن مقاومت فضای درونی در مقابل عبور هوا شکل داد. میزان افت فشار در راه عبوری (از قسمت ورودی به خروجی) اید به اندازه کافی کاهش یابد تا ضعف فشار را جبران کند؛ بنابراین ساختار ساختمان با اتاق‌ها، راهروها، پله‌ها و غیره در مقابل کانال‌های موجود در سامانه تهویه مکانیکی به عنوان مسیر عبور هوا مورد استفاده قرار می‌گیرد. این فضاهای درونی مقاومت کمتری را برای عبور هوا نسبت به کانال‌هایی با تقاطع‌های بسیار ایجاد می‌کنند. در داخل (ساختمان) تهویه طبیعی در بیشتر اتصالات فضایی نمود دارد. ایده تهویه طبیعی در بدنه ساختمان یکپارچگی بیشتری دارد و در نتیجه در بیرون و همچنین در داخل ساختمان و طراحی تأثیر می‌گذارد.
تهویه طبیعی اغلب یکی از نمادها در طراحی سبز یا طراحی پایدار می‌باشد. این نوع طراحی در محدوده وسیعی از راه حل‌هایی با بالاترین سطح فناوری تا راه حل‌هایی با فناوری بسیار پایین را در بر می‌گیرد. به صورت کلیساختمان‌های سبز، کم مصرف یا پایدار به نظر وارد یکی از این دو طبقه‌بندی (سبز) یا (پایدار) می‌شود و چیزی بینابین این دو وجود ندارد. این مقاله نشان می‌دهد که متوجه بشویم، ساختمان‌هایی وجود دارند که در بین این دو محدوده قرار می‌گیرند. در این طراحی‌ها راه حل‌هایی فناورانه و تکنیکالی تعیین‌کننده فرم ساختمان نمی‌باشد. در حالی که فناوری به عنوان عامل اصلی در معماری جلوه می‌نماید، در اینجا، جنبه‌های تکنیکی باید در خدمت حالت هنری و احساسی معماری قرار گیرد.

## اصول و عوامل تهویه طبیعی
اصول تهویه طبیعی در ساختمان‌ها، با تکیه بر باد، جریان گرما یا هر دو نیروی محرکه نسبتاً معدود و مشخص است. در آینده به تهویه طبیعی می‌بایست توجه بیشتری شود، به‌طوری‌که تمرکز و تلاش‌های صورت گرفته در نیمه آخر قرن اغلب بر تهویه مکانیکی با نگاه خوش‌بینانه تری به تهویه طبیعی صئرت می‌گرفت. هدف تهویه طبیعی مدرن به‌کارگیری محرک‌های طبیعی مؤثر، برای بیشتر مواقع، کاهش به‌کارگیری انرژی و خنک‌کننده‌های مکانبکی است. پیش از هر اقدامی باید دیدگاه کلی ما در مورد تهویه طبیعی مشخص گردد. ما از سه جنبه حیاتی طبقه‌بندی‌های متفاوت تهویه طبیعی استفاده کردیم:
نخستین جنبه به‌کارگیری محرکه طبیعی برای تهویه بود. محرکه فشار می‌تواند، باد، نیروی شناوری، یا ترکیبی از هر دو باشد
جنبه دوم به‌کارگیری اصول تهویه جهت در اختیار گرفتن نبروهای طبیعی برای تهویه فضا است. این عمل با تهویه یک سویه، عبوری، یا به صورت دودکشی می‌تواند انجام شود.
جنبه سوم ویژگی‌های عوامل تهویه استفاده شده، برای درک تهویه طبیعی می‌باشد. مهم‌ترین ویژیگی عوامل: برج باد، بادگیرها، شومینه، نمای دوجداره، آتریوم و دریچه‌های ثابت در محل می‌باشد.

### هدف از تهویه
تهویه هوای اشغال‌کننده در ساختمان‌ها دو هدف اصلی دارد. یکی از اهداف تهیه کیفیت لازم برای هوای داخل ساختمان است که به‌طور اساسی بر پایه هوای تازه و دفع یا حذف آلودگی هوای داخل می‌باشد. هدف دیگر ایجاد گرمای مناسب به وسیله سازوکار انتقال گرما می‌باشد. در واقع تهویه جهت ذخیره اکسیژن نداریم. در اصل وجود اکسیژن پایین به سختی امکان‌پذیر است و سطح ساختمان‌های معمولی بر مقدار اکسیژن دلالت دارد؛ و هیچ تهویه‌ای برای دی‌اکسید کربن به‌طور نرمال به میزان خطر آن برای انسان نداریم. غلظت دی‌اکسید کربن از سوی دیگر شاخص آلاینده ایجاد شده توسط انسان مثل عطر و رطوبت می‌باشد که به عنوان هوای کهنه تشخیص داده می‌شود.
هوای کهنه یا همان آلودگی‌های اصلی عبارتند از:
- بو و رطوبت ایجاد شده توسط افراد و فعالیت آن‌ها
- انتشار از طریق مواد، لوازم، اثاثه، تجهیزات ساختمان، شوینده‌ها و غیره.
- دود تنباکو و آلودگی حاصل از مراحل احتراق.
- رادون و آلودگی منابع خارج از ساختمان

به‌کارگیری تهویه طبیعی در طول روز تا زمان رسیدن به دمای مناسب سه هدف را دارد:
- خنکسازی هوای داخل ساختمان توسط جابجایی یا حذف آن با هوای بیرون از ساختمان تا زمانی که هوای بیرون سردتر از داخل باشد.
- خنک‌سازی ساختار ساختمان.
- تلاش برای خنک‌سازی مستقیم بدن انسان در طول همرفت و تبخیر.[۱]
- عملکرد تهویه برای سلامت این است که اکسیژن مورد نیاز برای تنفس ساکنین، جلوگیری از ایجاد بو، جلوگیری از انباشته شدن دی‌اکسید کربن، را تأمین کند.[۲]

### محرک‌های طبیعی
تنها دو وضعیت در محرک‌های طبیعی وجود دارد، جریان گرما و باد.

#### جریان حرارتی
جریان حرارتی زمانی روی می‌دهد که تفاوت در چگالی بین محیط درونی و بیرونی ایجاد گردد که این مسئله نیز با تفاوت دمای داخل و خارج اتاق حاصل می‌گردد. جریان حرارتی گاهی مربوط به اثر مکش یا خاصیت دودکشی می‌باشد. اختلاف چگالی باعث فشارهای متفاوتی می‌شود که سبب کشش هوا به داخل و خارج به واسطه بازشوها در مکان‌های مناسب از جداره‌های ساختمان می‌شود. زمانی که دمای هوای درونی بیش از هوای بیرونی گردد در بالای ساختمان فشار مضاعف و در پایین ساختمان فشار هوای کم به وجود می‌آید؛ که در ارتفاع مشخصی فشار درونی و بیرونی برابر می‌گردد و این حالت خنثی است. فشار بسیار در بالا سبب خروج هوا از ساختمان و فشار کم قسمت پایین سبب ورود هوا به داخل ساختمان می‌گردد. .

#### ترکیب جریان گرما و باد
دو نیروی محرک گرما و باد می‌تواند به‌طور مجزا اتفاق بیفتد اما اگر در یک زمان اتفاق بیفتد مناسب تر است. در یک روز آرام و بدون باد، به عنوان نمونه، خاصیت نگهداری گرمایی نیروی محرک را اهدا خواهد کرد در حالی که در یک روز گرم بادی، به‌طور نمونه، فشار متفاوت به وجود آمده به وسیله باد، نیروی محرک را ایجاد خواهد کرد نیروهای آن‌ها می‌توانند مخالف یا مکمل باشند و این موضوع به قرارگیری آن نسبت به مسیر قسمت ورودی و خروجی در ارتباط با جهت باد بستگی دارد. .

### اصول تهویه طبیعی
شکل ساختمان همراه با موقعیت ورودی‌های تهویه طراحی شده روش‌های تهویه طبیعی را تحت تأثیر قرار می‌دهد. در خصوص تهویه طبیعی تفاوت‌هایی در بین سه روش تهویه‌ای موجود است:
- تهویه یک سمت (یک طرفه)
- تهویه عبوری
- تهویه مکشی

اجزا تهویه نشان می‌دهد که چگونه راه‌های درونی و بیرونی به هم ملحق می‌شوند؛ و اینکه چگونه هوا به یک ساختمان وارد می‌شود. تراوش از میان پوشش ساختمان می‌تواند همچنین نقش بازی را ایفا کند، بسته به اینکه مقاومت پوشش ساختمان نسبت به هوا چقدر است. هرچند این شکل از تهویه معمولاً تصادفی و غیر مطلوب است.

#### تهویه از یک سمت
تهویه یک سویه بر دهانه روی یک جهت از چهاردیواری یا محوطه تهویه تکیه دارد. هوای تازه از یک طرف وارد و از همان سمت در هوای مصرف شده خارج می‌شود.
به عنوان نمونه، اتاق‌های سلولی است که پنجره‌های بازشویی روی یک جهت از ساختمان و درهای بسته درونی در جهت دیگر است. بازشوهای اتاق در تهویه یک سویه، نیروی محرک اصلی در تابستان برای اختلاف درجه حرارت در ظرفیت گرمایی بین داخل و خارج، به فاصله عمودی بین ورودی‌ها و مساحت ورودی‌ها بستگی دارد. فاصله بیشترعمودی بین ورودی‌ها و تفاضل بیشتر گرمایی بین داخل و خارج در ظرفیت حرارتی مؤثر است. همچنین در مقایسه با دیگر استراتژی‌ها سرعت تهویه کردن پایین است و تهویهٔ هوا در فضای دور نفوذ ندارد. به عنوان یک قاعده کلی، تهویه یک طرفه به عمق ۲ تا ۲٫۵برابر ارتفاع کف تا سقف مؤثر است.

#### تهویه عبوری
تهویه عبوری موردی است، که هوا بین دو پوشش ساختمان توسط اختلاف فشار باد در بین دو سمت جریان می‌یابد. هوا تهویه به صورت رایج از میان پنجره‌ها، روزنه‌ها و شبکه‌های گنجانده شده در نما وارد و خارج می‌شود. هوای تهویه از سمت رو به باد به سمت پشت باد جابجا می‌شود. یک مثال نوعی فضای سبز دفاتر با پلان آزاد است که فضا در تمام عمق ساختمان کشیده می‌شود. جریان هوا هم از میان درهای باز یا شبکه‌ها می‌تواند عبور کند همچنین تهویه عبوری اصطلاحی است که برای جریان هوایی که از یک سمت وارد می‌شود و از سمت دیگر خارج شود، به کار می‌رود؛ که در اینجا اصل تهویه روی سامانه، تهویه عبوری یا مکشی است که زمانی که هوا عبور می‌کند گرما و آلاینده‌ها را برمی‌دارد در نتیجه یک محدودیتی برای عمق فضایی که به صورت مؤثر می‌تواند تهویه عبوری شود وجود دارد.
به عنوان یک قاعده کلی، تهویه عبوری به عمق ۵ برابرارتفاع کف تا سقف مؤثر است.

#### تهویه مکشی
تهویه مکشی حالتی است که هنگامی که هوا می‌وزد بین دو جهت از پوشش ساختمان به وسیله اختلاف فشار باد القا شده در بین دو جهت به وجود می‌آید. هنگامی که هوا از یک جهت از فضا داخل می‌شود و از جهت مخالف خارج می‌شود. در این مورد اصل تهویه بر تراز سامانه تهویه استوار است و می‌تواند هر کدام از راه‌های عبوری یا مکشی باشد. نتیجه حرکت هوا در سرتاسر فضای اشغال شده، افزایش گرما و آلاینده‌ها است. در نتیجه، تهویه عبوری می‌تواند به‌طور مؤثر در عمق فضا کاهش داشته باشد. .

### مسیرهای ورود و خروج موضعی و مرکزی
ما به وسیله راه‌های ورود و خروج هوا، تهویه هوا گردشی میان فضاهای بیرون و اشغال شده درونی ساختمان را ادراک می‌کنیم، در واقع مسیر ورود هوا در یک فضای اشغال شده نمی‌باشد. مسیر ورود و خروج می‌تواند به دو دسته تقسیم شود: موضعی و مرکزی.
مسیر ورودی مرکزی یعنی یک یا چندین فضای اشغال شده به وسیله‌ای سرویس دهی شوند. در امتداد یک مسیر ورودی مرکزی روی هوای تهویه می‌توان عملیات‌های متفاوتی انجام شود. هوا می‌تواند تصفیه، گرم و سرد شود و ممی توان با فن‌ها افت فشار در مسیر جریان هوا را جبران کرد؛ بنابراین یک واحد مستقل تصفیه، یک واحد تبادل گر حرارتی و یک فن مستقل می‌تواند به جریان هوای ورودی سرویس دهی کند. یک مسیر خروجی مرکزی بدین معنی است که هوای استفاده شده از یک یا چندین فضای اشغال شده جمع شود و از یک نقطه یکسان خارج شود. هنگامی که مسیر ورودی وخروجی مرکزی است تجدیدپذیری حرارتی امکانپذیر می‌باشد. داکت جاسازی شده و آتریوم نمونه‌ای از مسیرهای ورودی مرکزی است. وباکس پله که عملکرد دودکشی دارد یک مسیر خروجی مرکزی است. در مقابل مسیرهای ورودی و خروجی مرکزی، مسیرهای ورودی و خروجی موضعی سامانه توزیع واحد با هم ندارند. هوا به صورت مستقیم از بازشوهای جداره ساختمان داخل و خارج می‌شود، پنجره‌های بازشو و روزنه‌ها در نما نمونه‌ای از مسیرهای ورود و خروج موضعی هستند.
محاسن و معایب روش‌های موضعی و مرکزی این است که از محاسن روش موضعی در مقایسه با روش مرکزی نسبت به تغییرات و نیاز به فضای کمتر از انعطاف‌پذیری بیشتری برخوردار است. همچنین دریچه‌های روش موضعی نسبت به روش مرکزی فاصله کمتری بین هوای تازه (هوای بیرون) و فضای اشغال شده ارائه می‌دهند. به شرطی که هوای بیرون کیفیت خوبی داشته باشد، این تفکر مبنی بر تهیه هوای تازه در فضای اشغال شده با حداقل ریسک کاهش کیفیت هوا از طریق راه‌های ورودی هوا به ساختمان صحیح می‌باشد. از سوی دیگر در روش موضعی ارتعاش کمتر سروصدا از منابع بیرونی نسبت به روش مرکزی مشکل‌تر تأمین می‌شود. این تعبیر محدود به عمق از فضا است که بتوان تهویه مناسب کرد در نتیجه روش‌های مرکزی همیشه برای پلان‌های عمیق‌تر نسبت به روش موضعی به کار می‌رود. .

### ترکیب تهویه مکانیکی و طبیعی
تا این اواخر در تهویه مکانیکی و طبیعی دو تکنیک جدا از هم بودند. تکنیک تهویه طبیعی در ساختمان‌ها از دوران باستان کاربرد داشت. روش‌های طبیعی مثل ایجاد وزش باد حدود ۱۰۰۰سال کاربرد داشته‌است مثل بادگیرهای یزد، از آن به بعد، فناوری تهویه طبیعی پیشرفته تر وپنجره‌های بازشو و شبکه‌های ورود هوا و هواکش‌های سقفی معرفی شدند؛ که بیشتر روش‌های تهویه طبیعی مدرن مجهز به کنترل اتوماتیک هستند. در قرن بیستم تهویه مکانیکی و آماده‌سازی مکانیکی هوا بر سایر روش هاچیره شد. این فناوری که به وسیله افزایش شمار قطعات الکتریکی نیاز داشت. با وجود این، بسیاری از این روش‌ها نمی‌توانند آب و هوای مطلوب داخل را تأمین کنند. در تهویه مکانیکی اجزا آن، خود آن‌ها منبع تولید آلودگی‌اند. این تناقص‌ها باعث شده که تمرکز بر روی عملکردهای ساده‌تر، قوی تر و با مصرف انرژی کمتر مطرحگردد. افزایش توسعه اخیر در فناوری کامپیوتر، امکان کنترل و محاسبه جریان هوا در روش تهویه طبیعی را رضایت بخش کرده‌است.
تهویه طبیعی در نیمه پایانی قرن بیستم رایج شد. در اوایل تنها یک روش تخلیه یک طرفه با سرعت ثابت بود. پس از بحران نفت ۱۹۷۳، تعادل سامانه‌ها با استحصال گرمایی بیشتر رایج ئ تقاضای روش‌های کنترل تهویه در طول دو دهه آخر رایج تر شد.
روش‌های تهویه، تنها بر نیروهای محرک طبیعی تکیه دارند، همیشه قادر به ایجاد جریان هوا با سرعت مورد نظر نیست به خصوص در روزهایی از تابستان که باد نمی‌وزد؛ بنابراین دوباره هم سو با بازگشت به فناوری تهویه طبیعی در سال‌های اخیر، سامانه‌های تهویه ترکیبی از فناوری تهویه طبیعی و مکانیکی توسعه یافته‌است نمونه این سامانه‌ها فن‌های نصب شده بر روی مسیر هوا است تا زمانی که نیروهای محرک طبیعی کافی نیستند مکمل آن‌ها باشند.
ترکیبات مختلفی از فناوری‌های تهویه طبیعی و مکانیکی وجود دارد که به دو دسته تقسیم می‌شوند:تهویه مرکب و تهویه هیبریدی.

#### تهویه مرکب
شیوه تهویه مرکب خدماتی است که تهویه طبیعی را با تهویه مکانیکی ترکیب می‌کنند یا در مؤثرترین شیوه سرمایش، استفاده می‌شوند. با توجه به طراحی‌های فیزیکی شیوه تهویه ترکیبی سه نوع مشخص شده‌است:تهویه طبیعی و مکانیکی که به معنی دو سامانه کاملاً خودکار است در جایی است که استراتژی کنترل هر یک از دو کلید بین دو سامانه یا استفاده یک سامانه برای برخی وظایف و سامانه دیگر برای وظایف دیگر باشد. برای نمونه فضایی که به‌طور مکانیکی در فصل‌های معتدل تهویه می‌شود. .

#### تهویه هیبریدی
این نوع تهویه به عنوان سامانه‌های فراهم‌کننده محیط آسایش درونی که هم از تهویه طبیعی و هم از سامانه‌های مکانیکی استفاده می‌کنند اما در زمان‌های مختلف روز یا در فصل‌های مختلف سال از شکل‌های متفاوت سامانه بهره‌مند می‌شوند توصیف شده‌اند. تفاوت اصلی بین سامانه‌های تهویه مرسوم و سامانه‌های هیبریدی این است که دومی سامانه کنترل هوشمندی دارد که به صورت خودکار بین حالت مکانیکی و طبیعی به منظور کمینه کردن مصرف انرژی جابه‌جا شود. .

### عناصر شاخص تهویه طبیعی
به منظور سهولت در اصول تهویه طبیعی، عناصری به کار گرفته می‌شود که عناصرشاخص و هویت بخش تهویه طبیعی بوده‌است. اغلب ساختمان‌هایی که به صورت طبیعی تهویه می‌شوند مجبور به به‌کارگیری عناصر تهویه مشخص مانند هواکش‌ها، آتریوم ،برج‌های بادی، دودکش‌ها و نماهای دو پوسته و محفظه‌های تهویه وکانال‌های جاسازی شده وباز شوهای تهویه در نما و… برای تحت کنترل درآوردن نیروهای محرک طبیعی و جریان هوادر ساختمان می‌باشند.
به‌کارگیری تهویه هوا (ونتیلیشن)
به مفهوم حرکت و جابجایی هوا می‌باشد. در صنعت تهویهٔ مطبوع به عمل جانشین کردن ویا حرکت کردن هوا در یک فضا توسط وسایل مکانیکی یا طبیعی گفته می‌شود.

## تهویه طبیعی در اداره مرکزی (جی، اس، دابلیو)
سال تکمیل:۱۹۹۹
مکان:برلین، آلمان
معمار:Sauerbruch Hutton Architectss
مشاور:Arup HVAK
جهت باد غالب:غرب
مساحت ناخالص برج:۱۶۲۰۸مترمربع
ارتفاع کف تا سقف:۲٫۷متر
در نظر گرفتن بافت شهری (جهت ساختمان بلند و اندازه و مکان آن) در مقایسه با مفهوم تهویه از اهمیت بیشتری در مراحل اولیه طراحی برخوردار بوده‌است. مفاهیم تهویه نباید مسائل مهم شهری یا مسائل فرمی معماری را به خطر بیندازد. در یک مرحله از کار طراحی، تعامل ساختمان با بافت شهری به عنوان موضوع اساسی مورد تصمیم‌گیری قرار گرفته، سیاست گزاران مرکز (جی، اس، دبلیو) در این خصوص نشان دادندکه جریان طبیعی هوا می‌تواند به عنوان ایده‌ای برای طراحی، در طرح‌های توسعه ساختمانی، استفاده شود. عناصر مشخص سامانه تهویه طبیعی (ورودی‌های تهویه در نما و نمای دو جداره و سقف شیروانی) همگی علاوه بر نقششان به عنوان بخشی از سامانه تهویه طبیعی، در طرح معماری این ساختمان نیز نقش بسزایی داشته‌اند. آن‌ها به‌طور آگاهانه‌ای طراحی شده‌اند تا جزئی از معماری باشند، بیان معماری در نماهای شرقی و غربی عمدتاً نتیجه ایده تهویه طبیعی است. پنل‌های خورشیدی در رنگهایی از طیف رنگ قرمز که در کانال گرمایی در نمای غربی قرار گرفته‌اند بخش مهمی از استراتژی تهویه طبیعی می‌باشد. عناصر مشخصی چون سایه بان‌ها و ساختمانی باریک با سقف شیروانی در بالا همچنان که اجزای سامانه تهویه طبیعی می‌باشند به کارفرما یک تصویر گرافیکی مشخص در خط آسمان برلین داده‌است.

## تهویه طبیعی در شرکت (بی اند او)
سال تکمیل:۱۹۹۸
مکان:استروئر، جوتلند، کشور دانمارک
معمار:معماران شرکت (کی، اچ، آر)
مشاور تأسیسات :بریچ و روگبو
جهت باد غالب:غرب
مساحت:۱۵۲۰مترمربع
شمار طبقات:۳
ارتفاع کف تا سقف:۳٫۱متر
ایده تهویه طبیعی در بخش جنوبی مرکز اداری (کی، اچ، آر) پیامدهای معماری متعددی دارد. در واقع این ساختمان دارای یک سامانه تهویه هوا است. تنها عنصر تهویه طبیعی قابل دید، نوارهای افقی پنجره‌های بازشو در نمای شمالی می‌باشد که ورودی‌های تهویه هوا را تشکیل می‌دهد. پیامدهای غیرمستقیم مفهوم تهویه هوا در این مرکز اداری، ممکن است خیلی جالب باشد، هیچ گونه مجرا یا سقف کاذبی در بخش اداری وجود ندارد، به همین دلیل تهویه طبیعی در بیان معماری کمک کرده و به یک موضوع ضروری دنبال شده در مرکز اداری (تضاد بین بسته و سنگین از یک طرف و شفافیت و نور از طرف دیگر) تأکید می‌کند.